# حقوق اقلیت‌ها
اصطلاح حقوق اقلیت‌ها در بر دارندهٔ دو مفهوم جدا از هم است. اول حقوق طبیعی فردی، به‌طور مثال درخواست برای پذیرش هویت نژادی، قومی، طبقه‌ای، مذهبی، زبانی یا اقلیت‌های جنسی است. دوم مصالحهٔ حقوق مشترک برای گروه‌های اقلیت است. این اصطلاح همچنین امکان دارد که درخواستی ساده برای حقوق فردی هرکسی باشد، کسانی که شامل یا قسمتی از رٲی اکثریت نیستند.
جنبش‌های حقوق مدنی اغلب در پی تأمین حقوق فردی که بر روی مبنای عضویت گروه اقلیت تکذیب نشده‌است، هستند. به‌طور مثال حقوق زنان در سطح جهانی و جنبش‌های حقوق LGBT یا تنوع جنبش‌های حقوق اقلیتی- نژادی در سراسر دنیا (مانند جنبش حقوق مدنی آفریقایی-آمریکایی (۱۹۶۸–۱۹۵۵))

## تاریخچه
مسئله حقوق اقلیت برای اولین بار در سال ۱۸۱۴، در کنگره وین که در مورد سرنوشت یهودیان آلمانی و به‌خصوص لهستانی‌هایی که برای بار اول تفکیک شده بودند، مطرح شد. کنگره ابراز امیدواری کرد که پرو، روسیه، و اطریش مایل به مدارا و حمایت از حقوق اقلیت‌هایی است که در یک تبعیض گذاری سازمان دهی شده، حقوق شان نادیده گرفته شده‌است. کنگره پاریس در سال ۱۸۵۶ توجه خاصی را به وضعیت یهودیان و مسیحیان امپراتوری عثمانی کرد. در بریتانیا ویلیام اوارت گلادستن به موضوع قتل‌عام بلغارها توسط لشکرکشی عظیم امپراتوری عثمانی، اعتراض کرد و خواستار توجه جهانی به این موضوع شد. کنگره برلین در سال ۱۸۷۸ وضعیت یهودیان در رومانی، به‌خصوص و همچنین صرب‌ها و بلغارها را مورد بررسی قرار داد. در کل کنگره‌های قرن نوزدهم در اعمال نفوذ قابل توجه اصلاحات شکست خورد. روسیه به صورت خاص در حمایت از مسیحیان ارتودوکس و مردم اسلاوی تحت کنترل امپراتوری عثمانی فعال بودند. زجر و شکنجه و تبعیض خصوصاً علیه اقلیت‌ها به‌طور فزاینده‌ای موضوع توجه رسانه بود، یهودیان شروع به برنامه‌ریزی اعتراضی به برنامه‌های روسیه کردند. به هر حال عصبانیت بین‌الملل در خصوص دیگر اقلیت‌ها کم بود، به عنوان مثال سیاه پوستان جنوب ایالات متحده. کسی توجه زیادی به حمله‌های آمریکایی‌ها نکرد تا در مقیاس وسیع در سال ۱۹۱۵ کشتار دسته جمعی اتفاق افتاد و حتی بعدش اتفاق خاصی رویی نداد.
اولین حقوق اقلیت‌ها در ژوئیه سال ۱۸۴۹ با انقلاب پارلمان مجارستان اعلان و تصویب شد. حقوق اقلیت در قانون استرالیا در سال ۱۸۶۷ تدوین شد. Minority rights were codified in Austrian law in 1867.

## عهدنامه‌های اقلیت‌ها
در کنفرانس صلح ورسای، شورای عالی کمیته، در کشورهای جدید و حمایت از اقلیت‌ها را تأسیس کرد. همه ایالات جانشین جدید، مجبور به امضای معاهدات حقوق اقلیت‌ها به عنوان پیش شرط به رسمیت شناختن دیپلماتیک شدند. هر چند که ایالات جدید به رسمیت شناخته شده بودند، آن‌ها قبل از امضای معاهده صلح نهایی به وجود نمی‌آمدند. مسئله حقوق آلمانی و لهستانی نقطه اختلاف بود و به عنوان حقوق لهستانی در آلمان در مقابل حقوق اقلیت آلمانی در لهستان به صورت محافظت نشده باقی‌ماند. همان‌طور که بسیاری از اصول اتخاذ شده توسط اتحادیه، معاهدات اقلیت بخشی از رویکرد آرمانگراهای ویلسون به روابط بین‌الملل و با مجمع خود، معاهدات بین‌الملل به‌طور فزاینده‌ای توسط دولت‌های مربوطه نادیده گرفته می‌شد، تا اینکه کل سیستم در اواخر سال ۱۹۳۰ عمدتاً فرو پاشید. با وجود شکست سیاسی اساس قوانین بین‌الملل آن‌ها باقی‌مانده است. پس از جنگ جهانی دوم، اصول قانونی در منشور سازمان ملل و میزبان از معاهدات بین‌الملل حقوق بشر گنجانیده شد.

## قانون بین‌الملل
حقوق اقلیت‌ها به عنوان درخواستی نژادی، مذهبی یا زبانی اقلیت‌ها و مردم بومی، قسمت جدایی ناپذیری از قانون حقوق بین‌الملل بشری هستند. مانند حقوق کودکان، حقوق زنان، حقوق پناهندگان سیاسی. حقوق اقلیت کالبد یا چارچوبی قانونی است که برای گروه‌های خاصی که آسیب پذیرند یا دارای شرایط نامساعد یا بحرانی در جامعه دارند فراهم و طراحی شده و قادر به کسب مساوات و برابری و محافظت از آزار و اذیت آن‌ها است. برای اولین بار پس از جنگ، معاهده بین‌المللی برای حفاظت از حقوق اقلیتها، برای حفاظت از آن‌ها از بزرگترین تهدید برای موجودیت خود طراحی شد، کنوانسیون سازمان ملل متحد در مورد پیشگیری و مجازات جنایت نسل‌کشی بود.
استانداردهای حقوق بشری بعدی که به عنوان حقوق اقلیت تدوین شده‌اند؛ شامل پیمان بین‌المللی بر روی حقوق سیاسی و مدنی هستند (ماده ۲۷) بیانیه ملت‌های متفق بر روی حقوق افراد متعلق به ملیت، نژاد، مذهب و حقوق زبانی است، دو شورای معاهدات اروپا (کنوانسیون چارچوب حفاظت از اقلیت‌های ملی و قانون اساسی اروپا برای منطقه‌ای یا زبان‌های اقلیتی) و سازمانی برای امنیت و تعاون در اروپا (OSCE) سند کوپنهاگ در سال ۱۹۹۰.
حقوق اقلیتی برای حمایت از موجودیت، حمایت از تبعیض گذاری و آزار و اذیت، حمایت و ارتقاء هویت و مشارکت در زندگی سیاسی را هم پوشش می‌دهد. برای حقوق LGBT افراد، اصول «یوگیاکارتا» توسط هیئت حقوق بشر ایالات متحده برای حقوق از کار افتاده تصویب شد و تعهدنامه آن برای حقوق افراد از کار افتاده توسط مقام عالی رتبه ایالات متحده پذیرفته شده بود.
برای حمایت از حقوق اقلیتی، شماری از کشورها دارای قوانین خاص یا کمیسیون یا نهادهای قضایی مردمی (برای مثال نماینده پارلمان مجارستان بر حقوق اقلیت‌های نژادی و ملی) در حالی که در ابتدا ملل متحد از افراد بومی به عنوان زیر رده‌ای از اقلیت‌ها رفتار می‌کرد، هیئتی توسعه یافته از قانون بین‌الملل به صورت مخصوص برای آن‌ها وقف داده شده‌است. به‌طور خاص در قرارداد ۱۶۹ سازمان بین‌المللی کارگر و بیانیه ملل متحد بر روی حقوق افراد بومی (تصویب شده در تاریخ ۱۴ سپتامبر سال ۲۰۰۷).
بیانیه‌ای در سال ۲۰۰۸ بر مبنای حقوق LGBT در گردهمایی ملل متحد ارائه شد، در سال ۲۰۱۱ نتیجه حقوق LGBT در انجمن حقوق بشر ملل متحد تصویب شد. (حقوق LGBT در سازمان ملل متحد را نگاه کنید)
شماری از هیئت‌های سیاسی دیگر وجود دارند که همچنین ویژگی حقوق گروه‌های اقلیتی را دارند. این ممکن است به عنوان یک عمل مثبت دیده شود یا سهم داشته باشد، یا ضمانتی برای معرفی اقلیت در یک حالت شرکتی یا پیوندی باشد.

## اقلیت‌های ملی در قانون EC/EU
نقش مستقیم اتحادیه اروپا (و همچنین قانون EC/EU) در سطحی از حمایت اقلیت‌های ملی هنوز بسیار محدود شده‌است (بعلاوه حمایت عمومی از حقوق بشر). EU بر قانون بین‌الملل عمومی و در یک سیستم منطقه‌ای اروپایی قانون بین‌الملل تکیه کرده (که اساس شده بر هیئتی از اروپا، سازمانی برای امنیت و تعاون در اروپا، و غیره …) و در صورت لزوم هنجارهای آن‌ها پذیرفته شده اما عدم یکپارچگی اقتصاددانان اروپایی که در سال ۱۹۹۰ شروع شد، این موقعیت را تغییر داد. ارتباط سیاسی حفاظت از اقلیت‌های ملی بسیار بالا است. اکنون (۲۰۰۹) اگرچه حمایت از اقلیت‌های ملی به صورت عموم پذیرفته نشده اما اصول EU هم به صورت قانونی مقید نشده‌اند. در چندین عمل قانونی مسائل اقلیت‌های ملی ذکر شده‌اند. در روابط خارجی حمایت از اقلیت‌های ملی یکی از ضوابط اصلی برای تعاون و همکاری با EU تعیین شده‌است.